# エイジ オブ エンパイア
『エイジ オブ エンパイア』（Age of Empires、略称:AoE）はアンサンブルスタジオが開発し、1997年10月15日にマイクロソフトが販売したリアルタイムストラテジーゲーム（戦略シミュレーション）。エイジ オブ エンパイア シリーズの第1作目。プレーヤーは複数の古代文明から1つを選んでその指導者となり、旧石器時代、新石器時代、青銅器時代、鉄器時代に相当する4つの時代を通して自身の文明を発展させて、新しいユニットや改良されたユニットを手に入れ、最終的に他文明を滅ぼすなどの条件を満たして勝利を目指す。
1995年に設立された新興のアンサンブルスタジオは、カジュアルゲーマーの取り込みなどを企図して、歴史を題材としたリアルタイムストラテジーゲームの開発に着手した。当時、歴史を題材とした戦略シミュレーションゲームとしては『シヴィライゼーション』、SFやファンタジーを題材としたリアルタイムストラテジーとしては『ウォークラフト』といった成功した先駆者がある中にあって、歴史を題材としたリアルタイムストラテジーゲームで著名な作品はない状況であった。この狙いは成功し、批評家から好評で、売上もリアルタイムストラテジーゲームとして当時1位の記録を達成した。この人気を受けて1998年には拡張版『ライズ・オブ・ローマ（The Rise of Rome）』が発売され、さらにその後初代AoEと拡張パックをまとめた『ゴールドエディション（The Gold Edition）』も発売された。また、1999年には続編の『エイジ オブ エンパイアII』が発売された。2018年2月20日にリマスター版「Definitive Edition」が発売された。
2023年5月17日には 続編の エイジ オブ エンパイア Ⅱ から 有料ダウンロードコンテンツ「Return of Rome」として AoEⅡの世界観のまま AoEをプレイできるものが 発売された。文明は新追加の貉越を含む全てで17種。

## ゲームプレイ
本作ではプレーヤーはわずか数人の狩猟採集民（町の人）から始めて、最終的に広大な鉄器時代の帝国へ文明を発展させていくことを必要とする。
勝利するためには新しいユニットや建物の建築、より高度なテクノロジーが必要であり、それらを獲得するためには資源（食料・木材・石・金）を集める必要がある。例えば伐採した木は新たに生えてこないように、ゲームの進行に応じてそれまでの資源が得られなくなるなど、資源の保全・確保も重要となる。
ゲームでは12種類の文明が利用可能であり、利用可能なテクノロジーやユニットの数にそれぞれ差異があるなど、個性を持つ。また、各文明には固有のテクノロジーがあり、ゲーム内においてすべてのテクノロジーを扱える文明は存在しない
。
本作の主要な要素は4つの時代を経ることにある。これらは順番に、「石の時代」「道具の時代」「青銅の時代」「鉄の時代」である。時代を進めるには建物「町の中心」で行うことができ、進化するたびに新しいテクノロジー、武器、ユニットを手に入れることができるようになる。

### モード
本作にはプレーヤーが特定の目的を達成するための4つのシングルプレイヤー・キャンペーンがある。キャンペーンとは、直線的に展開されるシナリオ（ステージ）のまとまりを指す。キャンペーンでは、エジプト、ギリシャ、バビロニア、大和の各文明の歴史に沿ったものが用意されており、また体験版として途中までプレイ可能であったヒッタイトのキャンペーンの完全版も遊べる。
キャンペーン以外にはゲームごとに異なるマップが生成される「ランダムマップ」というゲームモードがある。ランダムマップのバリエーションとして最初から大量の資源を保有して行う「デスマッチ」などのゲーム種類がある。
本作では最大8名までのオンライン・ネットワークプレイが可能であった。その後に発売されたゲームに比べてネットワークプレイの性能が低かったためにラグや切断が頻発した。
マルチプレイは「Microsoft Gaming Zone」が2006年6月19日までサポートを行っていた。サービス終了に伴い、『エイジ オブ エンパイア II』を含むほとんどのCD-ROMゲームのサポートを終了した。
「シナリオビルダー」を通して、ユーザーがシナリオ（ステージ）や一連のシナリオ（キャンペーン）を作成することができる（カスタムシナリオ）。このツールは後のゲームで使用されているようなエディターに比べればシンプルで習得しやすいが、その分だけ機能は少なかった。アンサンブル・スタジオでは、このシナリオビルダーを使って、ゲーム内のシングルプレイ用のキャンペーンを作成していた。カスタムシナリオを投稿したりダウンロードする非公式サイトも存在する。2005年末にはデータファイルの改竄によってβ版に登場したユニットがエディタで使用できるようになることが判明した。その中には宇宙船や、ユニットが近づくと所有者が変わる英雄などがあった。また、データ編集によってユニットの配置ルールを変更することもできた。これにより、ユニットをどんな地形にも、あるいは他のユニットの上に配置することもできるようになり、デザインに新たな可能性が生まれた。その他の重要な発見として新しい地形テンプレートや各ユニットのヒットポイントを3倍にするモード、マップサイズを編集するツールなどがあった。

### 文明と外観
プレーヤーは12の文明から1つを選びプレイする。ユニットや建物の見た目は、大きく東アジア、メソポタミア、エジプト、ギリシャの4つの様式に分かれている。
- エジプト
  - エジプト
  - アッシリア
  - シュメール
- ギリシャ
  - ギリシャ
  - ミノア
  - フェニキア
- メソポタミア
  - バビロニア
  - ヒッタイト
  - ペルシア
- 東アジア
  - 漢（シャン）
  - 大和
  - 朝鮮

### テクノロジー
テクノロジーは特定の建物で研究を行うことで取得し、その内容と建物の種別は一般に関連している。例えば、宗教的な研究は「神殿」で行われ、剣や鎧の改良は「貯蔵庫」（資源を保管する建物）で行われる。
テクノロジーの進歩には、軍事（軍事ユニットの強化）・経済（資源収集の効率化）・宗教（聖職者の転向や能力の向上）・インフラ（建物の強化）など様々な分類がある。基本技術の研究が完了すると、より高度な技術の研究が行えるようになることがある。また、特定の文明では利用できないテクノロジーもある。例えばエジプトは「神殿」のテクノロジーをすべて研究できるのに対し、マケドニアは何も出来ない。その代わり「貯蔵庫」のテクノロジーについて、エジプトでは一部研究ができないもの（盾系）があるのに対し、マケドニアはすべて研究することができる。
テクノロジーはゲームの戦略において非常に重要な役割を果たす。
文明が発展するにつれ、テクノロジーはより高コストになり、研究に必要な資源の確保が困難になっていく。
結果として資源収集を行う町の人の労働力を様々な資源にバランスよく配置することが勝敗を分けることにも繋がる。

### ユニット
プレーヤーは様々な民間ユニットや軍事ユニットを操作する。
ほとんどのユニットは研究によってアップグレードすることが可能である（例えば、町の人の収集速度の向上、軍事ユニットの防御力強化、射手の射程の延長など）。
陸上ユニットは、ゲーム上最も用いられるものである。「町の人」は、エイジ オブ エンパイアにおいて最も基本的なユニットである。主な役割は資源の収集であり、狩猟・採集・農耕・釣りをして食材を集めたり、木を伐採して木材を得たり、石や金を採掘して収集する。
また、建物の建造や、建物及び船の修理を行うこともできる。必要に応じて戦闘を行わせることも可能である。
「聖職者」は非戦闘ユニットであり、味方ユニットを回復させたり、敵ユニットを「転向」させることができる（「転向」は相手ユニットの所属文明を自分に変えるもの）。
歩兵ユニットは近接戦闘を行い、弓兵ユニットは遠距離攻撃を行う。騎兵ユニットは歩兵よりも移動や攻撃に優れるが作成に必要な資源が多い。攻城ユニットには投石器と重弩砲があり、投石器は範囲攻撃を行え、特に建物やユニットに対するダメージが大きい。重弩砲は投石器ほど攻撃力はないが、発射速度が速く、コストも投石器より軽いメリットがある。
海上ユニットは基本的に副次的な役割を期待するものだが、しばしば勝利に不可欠な要素となる。「漁船」は漁場で魚を捕獲することで食料を集めるもので「町の人」に似ている。「貿易船」は備蓄されている資源を取引して、他プレーヤーの「港」で金を得る。獲得できる金の量は両港の距離に比例する（遠いほど得られる金が多い）。「輸送船」は陸上ユニットを川や海を通して運ぶことができる。軍艦は敵の船を攻撃するだけではなく、水際にいる陸上ユニットを攻撃することもできる（特に近接ユニットの場合は反撃ができないため、非常に効果的である）。軍艦には矢を発射する「ガレー船」と、より攻撃力が高い「投石ガレー船」がある（後者は水辺の建物に対して非常に有効）。
文明によって使用できるユニットには差異があるが（例えば東アジア系の文明では象騎兵は使用できない）、使用可能なユニットの性能は、原則として文明間に差異がない。例えば大和の剣士はエジプトやフェニキアの剣士と同じ性能である。ただし、特定の文明における文明特性や研究でのアップグレードで強化されたことで差異が生じる場合があり、歩兵に特性があるローマやカタルゴの剣士は攻撃速度やHPにボーナスがある。
鎧や服の描写は歴史的に不正確であり、長剣士はローマの近衛兵に似ている。
一部のユニットは史実と異なって使用できる場合もある。例えば重装歩兵はペルシャを除くすべての文明で使用でき、大和では投石器やガレー船の建造ができる。

### 建物
「町の中心」はゲームにおいて最も重要な建物の一つである。ここでは「町の人」が作られ、時代を進めるための研究が行われる。
ほとんどのシナリオでは各プレーヤーは1つの「町の中心」からスタートし、新たに建てることはできない。複数の「町の中心」が建造できるようになるのは、青銅の時代に建物「政治機関」を建造してからである。
ゲームには人口のシステムがあり、建物に応じて一度に保有できるユニットの最大数が決まっている。「町の中心」は4人をサポートし、それ以上作成するには「家」が必要なる。家も1つにつき4ユニットをサポートし、いくらでも建てることができるが、1文明につき最大50ユニットまでしか保有できない。
軍事ユニットは、その種別に関連する特定の建物で生産できる。海上ユニットはすべて「港」で作成する。防御のために必要な建物として「壁」や「塔」がある。「畑」は食料を生産する。「穀倉」「貯蔵庫」「町の中心」は町の人が集めた資源を保管するための建物である。
特殊な建物として「民族の象徴」がある。これはエジプトのピラミッドのような当時の建築技術の成果を示す巨大なモニュメントである。建設には膨大な資源を必要とし、建設速度も非常に遅い。さらに「民族の象徴」は新たなテクノロジーを生み出すことも、ユニットを生産することもできない。
勝利条件が標準設定のゲームにおいては「民族の象徴」は勝利条件の1つであり、完成した後2000年間（リアルタイムでは10分間）、守ることができればゲームに勝利することができる。勝利条件が「スコア」の場合も、「民族の象徴」は大幅なスコアの増加をもたらすためゲーム上優位になる。このため、ゲーム上は敵が「民族の象徴」を完成させた場合に、これを破壊することが最優先課題になる。その上で、「民族の象徴」は非常に破壊しやすいため、プレーヤーは常に守ることに気をつけねばならない。

## 開発
エイジ・オブ・エンパイアは、アンサンブル・スタジオが最初に開発したゲームであった。開発時の仮題は『Dawn of Man』であり、その歴史的設定は、既存のゲームよりももっともらしく、また特にカジュアルゲーマーに好まれるように設定された。
当時の一般的なリアルタイムストラテジは、SFやファンタジーをテーマとしたものであり、歴史を題材としたことは、それ自体が本作を際立たせるものであった。
デザイナーは、歴史を題材としたゲームとして既に名声を確立していた『シヴィライゼーション』から多くのインスピレーションを受け、これは後に批評家たちからも肯定的に見なされていた部分であった。
本作の開発は1996年6月のElectronic Entertainment Expo（E3）にて発表された。
ゲームの設計はブルース・シェリー、トニー・グッドマン（アートワーク担当）、デイブ・ポッティンジャー（AI担当）の3人が担当した。
音響監督はスティーブン・リッピーが務め（続編も担当）、いくつかは弟のデイヴィッド・リッピーやケヴィン・マクマランも協力した。
本作のオリジナル楽曲は、ゲームに登場する時代の実際の楽器音と、そのデジタルサンプルを元にして制作された。
これら楽曲は、その文化やスタイル、楽器に関する広範なリサーチを踏まえてのものであった。

### ライズ・オブ・ローマ
本作の拡張版として1998年10月22 日に、ローマ帝国の興隆をテーマとした『マイクロソフト エイジオブエンパイア 拡張パック:ライズ オブ ローマ』（Age of Empires: The Rise of Rome）がリリースされた。これは既存の本編に、新たに4つの文明（ローマ、カルタゴ、パルミュラ、マケドニア）と、それに伴う新規のシナリオとキャンペーンが追加するものであった。
ゲームプレイ面でも、特に数多くのインターフェイスの改良が行われ、ユニットのキュー（作成待ち時間）や、任意のユニットをダブルクリックするによって同種のものをまとめて選択状態にする機能、投石機のダメージバランス調整、人口制限を50以上に増やすオプション（マルチプレイのみ）などがなされた。1999年に発信された1.0aアップデートでは、ピリオドキーを押すことで待機状態の町の人にカーソルすることも可能となった。
新たに追加された4つの文明の建物のデザインは、ローマ建築で統一された新規のものとなっている。また、5つの新しいユニット、4つの新しいテクノロジーが追加され、ランダムマップには新たなマップタイプや、より大きなマップサイズのオプションが追加された。
すべてのユニットの自動的な経路探索もかなり改善された。また楽曲も刷新され、オリジナルのものと完全に入れ替えられた。開発元による最終公式パッチのリリース後も、ファンによるコミュニティでは残された問題に対処するための非公式パッチをリリースし続け、この中には最新のハードウェアやOSとの互換性改善するためのものも含まれている。
Microsoftによれば、この拡張版のデモ版は、1999年4月までに公式サイトだけで100万ダウンロードされ、さらにCNETのDownload.comからは35万ダウンロードを記録した。
2001年6月までで、リリース本数は120万本に達した。
本作は、Computer Games Strategy Plusによる1998年度のAdd-On of the Year賞を受賞し、選評では「すでに高い評価を得ていたタイトルに、まったく新しいキャンペーンと洗練されたルール、そして新鮮で新しいゲーム体験を追加した」と紹介された。

## リリースと売上
本作は1997年10月15日にアメリカ国内でリリースされた。1997年10月販売のコンピュータゲームの売上ランキングでは初登場7位であった。
その後、11月は8位、12月は13位と推移した。
1997年末時点で、アメリカ国内での累計販売本数は17.8万本を超え、売上額は800万ドルに達した。これは1997年後半において、リアルタイムストラテジゲームとして、アメリカで最も成功したものであった。PC Gamer USのライターによれば、同時期のライバル作であった『Total Annihilation』と『DArk Reign: The Future Wars』を合計した売上数を上回り、また、『Myth: The Fallen Lords』の4倍以上の売上であったという。
マイクロソフトは、本作は世界的成功も収めたとしている。最初の4ヶ月の間に55カ国でリリースされ、12月12日までに全世界で65万本以上が出荷された。
マイクロソフトの発表では、1998年1月までで、アメリカ、フランス、ドイツ、イギリスにおいて一貫して最も売れ続けた戦略シミュレーションゲームであったとしている。
そして2月までに世界で85万本がリリースされた。
本作はドイツでもヒットし、1997年10月後半のMedia Controlのセールスランキングで1位を獲得した。
11月前半まで1位を保ち、その後も年末までMedia Controlのトップ5を維持した。
翌年も3月までトップ3の座を保ち、3月最後の2週間では1位に返り咲いた。
本作は1998年の最初の9ヶ月間、ドイツ市場で4番目に売れたコンピュータゲームとなった。
8月には、ドイツ、オーストリア、スイスで合わせて、少なくとも10万本以上の売上があったとして、Verband der Unterhaltungssoftware Deutschland (VUD)より「ゴールド」賞が与えられた。
さらにドイツ市場では9月末までに売上が11.5万本に達し、VUDは11月までに20万本以上売り上げたとして「プラチナ」に格上げした。
1999年にカンヌで行われたMilia festivalではEU全体で1500万ユーロを超える収益を上げたとしてゴールド賞が与えられた。
韓国だけでも2000年までに約15万本の売上に達した。
PC Dataによれば、1998年1月から11月の期間において、アメリカ国内で10番目に売れたコンピュータゲームであった
。
本作は2000年までに300万本、収益で1億2000万ドル以上に達し、商業的に成功した。

## 評価
各レビュー集計サイトの結果では、Metacriticが10点満点中8.3点とし、GameRankingsでは87％、MobyGamesでは100点満点中85点など、批評家から「概ね肯定的」であった。
Game Informerは、2001年に発行した第100号記念号において、当時時点における最高のゲームランキングで本作を81位とした。『ウォークラフト』と『シムシティ』を掛け合わせたようなゲームと呼び、マルチプレイヤーやゲーマーから人気を集めたとしている。
Game Revolutionは、本作を「シヴィライゼーション2とウォークラフト2を組み合わせたもの」と分類し、GameSpotは「輝かしい帝国を建設するゲームというよりは、単純な戦闘ゲーム」と嘆き、「シヴィライゼーションからヒントを受けたウォークラフト」と評した。
Computer Gaming Worldのエリオット・チンは、ウォークラフト2と比較しながら「非常に深みがあり、かつ、リアルタイムゲーム群の中で最も洗練されたものでなければならない」と述べている。
GameVortexは、戦闘重視のゲーム内容には否定的な見解を見せたが、プレイモードを称賛し、「ランダムマップ生成は（中略）本当にゲームにスパイスを与えるものになっている」と評した。
GameSpotは、ゲームを制御するために必要な細かな管理作業の内容を「お粗末なアイデア」と呼び（これは生産キューがないことと、ユニットAIの程度が低いことに起因）、「楽しさを著しく低下させている」と批判した。
GameVortexも、同じ批判を行い、PC Gameworldは、その後の修正パッチによって、欠陥のあったAIの修正が一部なされて改善されたと指摘している。
また、エリオット・チンはユニットの人口制限を批判し、これが「最も深刻な不満」だとしている。
PC Gameworldは『ウォークラフト2』との類似点を指摘しつつ、プレイ可能な各文明の独自性を称賛し、「グラフィックが非常に細かく、手書きのような雰囲気がある。ユニットの動きが細かいがゆえに美しさもあるゲームは珍しい」と述べた。
Game Revolutionは、ゲームに登場するユニットの種類に感銘を受け、開発者たちについて「（彼らが）よくリサーチを行ったことは明白であり、その結果、（少なくともゲームとしては）よくまとまった、歴史に忠実なものになった」と指摘した。
ゲームのサウンドスケープも批判され、GameVortexは「音声情報の手がかりのみでは、何が起こっているのか区別するのに不十分だ」と指摘した。
GameRevolutionは、本作の将来性を見据えて、シナリオエディタの重要性を論じ、「（エディタは）シナリオとキャンペーンを完全に作ることができ」「自分の好みに合わせたシナリオを自由に組み合わせて作成できるツールである」と紹介している。
Next GenerationはPC版のレビューにおいて、5つ星中4つ星とし、「永久かと思われるほど長い開発期間を経て完成された『エイジ・オブ・エンパイア』は、『シヴィライゼーション』の共同開発者のブルース・シェリーとアンサンブルスタジオのチームによって、ほぼ約束されていた成果を挙げた」と評している。
本作はGamecenterによる1997年のゲームオブザイヤーや、第1回AIAS Interactive Achievement Awardsのコンピュータ戦略ゲーム部門など、数多くの賞を受賞した。
Computer Gaming Worldが主催した1997年の戦略ゲーム・オブ・ザ・イヤーは、『Myth: The Fallen Lords』が受賞し、本作は次点に甘んじた。

## リマスター版
2017年6月、Microsoft Studiosのクリエイティブディレクターであるアダム・イスグリーンは、2017のElectronic Entertainment Expo（E3）において、リマスター版となるDefinitive Editionがリリース予定であることを発表した。開発はマイクロソフトの新しい内部スタジオで、エイジオブエンパイアシリーズを担うForgotten Empiresが担当した。4K解像度に対応したグラフィックのオーバーホール、サウンドトラックのリマスター、その他ゲームプレイの改善を特徴とし、当初は2017年10月19日にリリース予定であったが、最終的には2018年2月20日に延期された。
『Age of Empires: Definitive Edition』は、Windowsストアを通じてリリースされ、Metacriticでは100点満点中70点とし、賛否両論ないし平均的評価としている。
PC Gamer はこのゲームに 60/100とし、「過去のゲームのソリッドリメイク」と評した。
GameSpotは6/10とし、4Kグラフィックとアップグレードされたサウンドトラックを称賛する一方で、かつての問題点がまだ残っていると批判した。